# Ramanspektroskopi
Ramanspektroskopi er en type spektroskopiteknik der typisk bruges til at fastslå et molekyles egenvibration, selvom andre typer frekvenser i systemet også kan blive observeret. Ramanspektroskopi bliver anvendt i kemi til at identificere molekyler. Da spektroskopiformen bruger vibration kan den anvendes på både faste
stoffer, opløsninger og gasser.
Ramanspektroskopi baserer sig på uelastisk spedning af fotoner kaldet ramanspredning. En kilde af monokromatisk lys, normalt fra en laser i det synlige nær infrarøde eller nær ultraviolette område, selvom røntgen også kan bruges. Laserlyset interagerer med molekylets vibrationer, fononer eller andre exciterede dele af systemet, hvilket resulterer i at energien i laserfotonerne bliver skiftet op og ned i energiniveau. Skiftet i energi giver information om vibrationsmåde. Infrarød spektroskopi giver typisk mindre, men komplimenterende information.
Normalt vil en prøve blive oplyst med laserstrålen. Elektromagnetisk stråling fra det oplyste sted samles i en linse og bliver sendt igennem en monokromator. Elastisk spredt stråling på en bølgelængde svarende til laserens (Rayleighspredning) bliver filtreret fra af enten et båndspærrefilter, kantpasfilter eller båndpasfilter, mens resten af det opfangede lys bliver spredt ind i en detektor.
Spontant ramanspredning er normalt meget svag, derfor var det primære problem ved at indsamle ramanspektret i mange år at separere den svage uelastiske spredning af lys fra det intense laserlys fra rayleighspredning (kaldet "laserafvisning". Historisk har ramanspektrometer brugt et holografisk gitter og adskillige spredningsstadier for at opnå en høj grad af laserafvisning. Tidligere blev der brugt fotoforstærkere som detektorer hvilket betød at optagelse af et ramanspektrum tog meget lang tid. Moderne instrumenter bruger stort set altid kant- eller hakfiltre til laserafvisning. Spektrografer med enkeltstadie-spredning (axial transmissive (AT) eller Czerny–Turner (CT) monokrmatorer) sammen med CCD-detektorer er det mest almindelige selvom Fourier transformation (FT) spektrometre også bruges sammen med NIR-lasere.
Navnet "ramanspektroskopi" bruges normalt om vibrationsraman der bruger laserbølgelængder, der ikke bliver absorberet af prøven. Der findes dog mange andre typer af ramanspektroskopi inklusive overfladeforstærket raman, resonans-raman, tipforstærket raman, polariseret raman, stimuleret raman, rumligt forskudt raman og hyperraman.
Uelastisk spredning af lys blev forudset af Adolf Smekal i 1923, men først observeret i 1928 af den indiske fysiker C. V. Raman, der kom til at lægge navn til metoden og K. S. Krishnan, som så det på organiske opløsninger, mens Grigory Landsberg og Leonid Mandelstam uafhængigt observerede det på uorganiske krystaller. Raman modtog nobelprisen i fysik i 1930 for sin opdagelse.